# Neptosternus sinharajaicus
Neptosternus sinharajaicus är en skalbaggsart som beskrevs av Kield Áxel Holmen och Vazirani 1990. Neptosternus sinharajaicus ingår i släktet Neptosternus och familjen dykare. Inga underarter finns listade i Catalogue of Life.